# Edward Mezvinsky

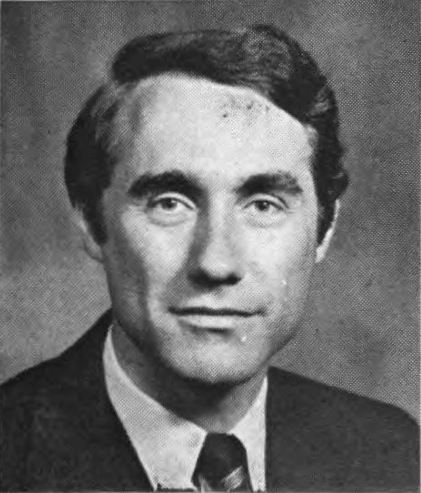
Edward Mezvinsky (1975)

Edward Maurice Mezvinsky (* 17. Januar 1937 in Ames, Iowa) ist ein US-amerikanischer Politiker. Zwischen 1973 und 1977 vertrat er den Bundesstaat Iowa im US-Repräsentantenhaus.

## Werdegang
Edward Mezvinsky besuchte die öffentlichen Schulen seiner Heimat und studierte danach bis 1960 an der University of Iowa. Danach war er bis 1963 an der University of California in Berkeley, wo er politische Wissenschaften studierte. Nach einem anschließenden Jurastudium an derselben Universität und seiner im Jahr 1965 erfolgten Zulassung als Rechtsanwalt begann er in Iowa City in seinem neuen Beruf zu arbeiten.
Politisch wurde Mezvinsky Mitglied der Demokratischen Partei. Zwischen 1965 und 1967 arbeitete er im Stab des Kongressabgeordneten Neal Edward Smith. In den Jahren 1969 und 1970 war Mezvinsky Abgeordneter im Repräsentantenhaus von Iowa. 1972 wurde er dann im ersten Wahlbezirk von Iowa in das US-Repräsentantenhaus in Washington, D.C. gewählt, wo er am 3. Januar 1973 die Nachfolge des Republikaners Fred Schwengel antrat. Nach einer Wiederwahl im Jahr 1974 konnte er bis zum 3. Januar 1977 zwei Legislaturperioden im Kongress absolvieren. In diese Zeit fiel die Watergate-Affäre. Bei den Wahlen des Jahres 1976 unterlag er dem Republikaner Jim Leach.
Zwischen 1977 und 1979 war Mezvinsky als Nachfolger von Allard K. Lowenstein amerikanischer Vertreter bei der Menschenrechtskommission der UNO. Im Jahr 1976 zog er nach Philadelphia. 1980 strebte er erfolglos die Nominierung für die US-Senatswahlen an. Zwischen 1981 und 1986 war er Parteivorsitzender der Demokraten in Pennsylvania. Im Jahr 1990 bewarb er sich erfolglos um die Nominierung seiner Partei für das Amt des Vizegouverneurs. Bereits 1988 hatte er erfolglos für das Amt des Attorney General kandidiert.
Im Jahr 2000 geriet er unter Betrugsverdacht. Er wurde wegen verschiedener Delikte im Zusammenhang mit privaten Geschäftstransaktionen, die einen Schaden von fast 10 Millionen Dollar verursacht hatten, zu einer Gefängnisstrafe verurteilt, die er bis April 2008 verbüßte. Mezvinsky war von 1975 bis 2007 in zweiter Ehe mit Marjorie Margolies-Mezvinsky verheiratet, die zwischen 1993 und 1995 Kongressabgeordnete für den Staat Pennsylvania war. Das Paar zog elf Kinder groß, einige davon auch adoptiert.
Sein Sohn Marc heiratete am 31. Juli 2010 Chelsea Clinton, die Tochter des früheren US-Präsidenten Bill Clinton und der früheren Außenministerin der Vereinigten Staaten, Hillary Clinton.